# Sancaktepe (district)
Pour les articles homonymes, voir Sancaktepe.

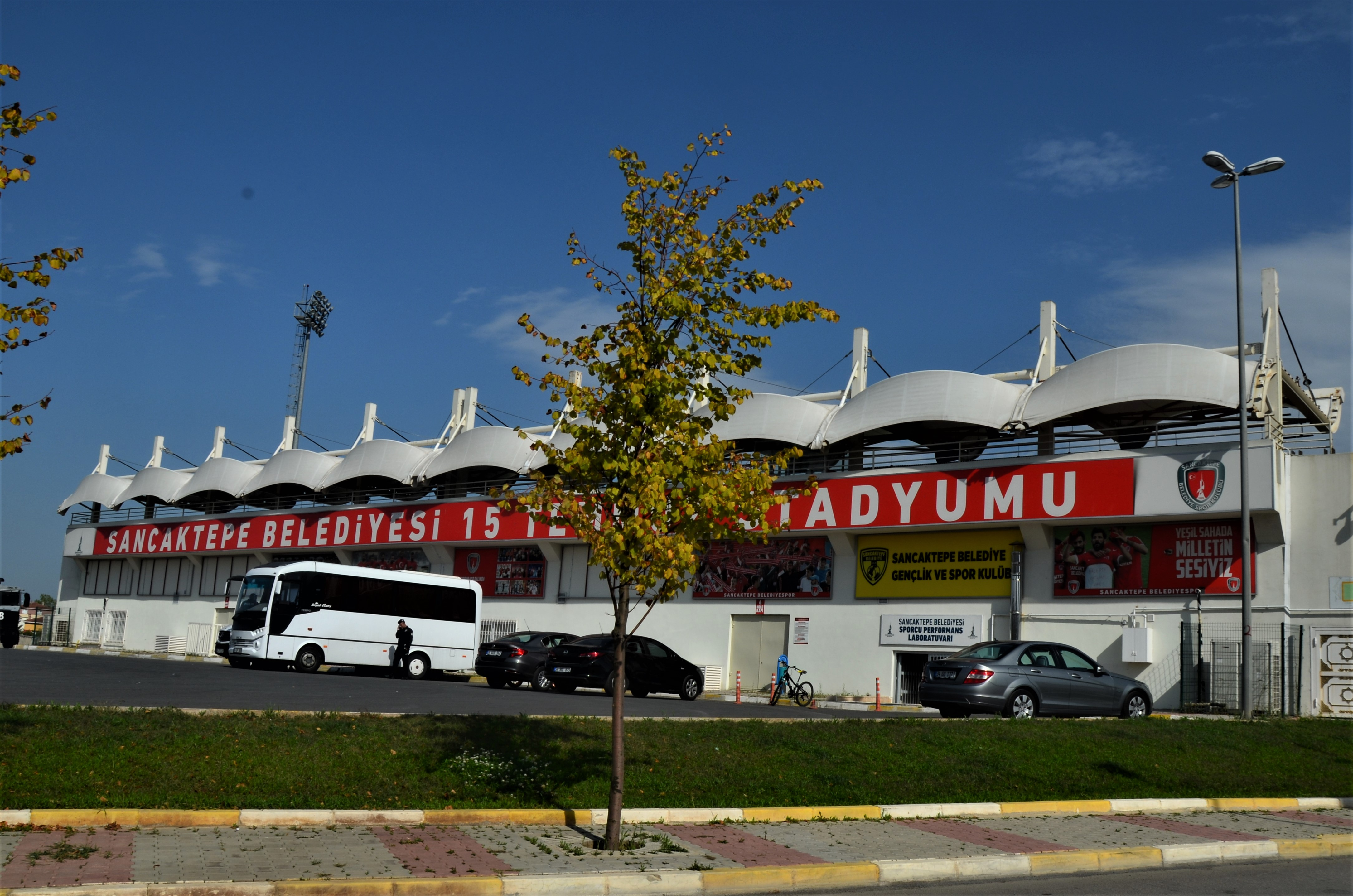
15 Temmuz Stadium in Sancaktepe district

Sancaktepe est l'un des 39 districts de la ville d'Istanbul, en Turquie.